# Nottingham Open 2021 - Qualificazioni singolare femminile
Le qualificazioni del singolare del Nottingham Open 2021 sono state un torneo di tennis preliminare per accedere alla fase finale della manifestazione. Le vincitrici dell'ultimo turno sono entrate di diritto nel tabellone principale. In caso di ritiro di una o più giocatrici aventi diritto, a queste sono subentrate le Lucky loser, ossia le giocatrici che hanno perso nell'ultimo turno ma che avevano una classifica più alta rispetto alle altre partecipanti che avevano comunque perso nel turno finale.

## Teste di serie
1. Kateryna Kozlova (qualificata)
2. Giulia Gatto-Monticone (ritirata)
3. Anastasija Gasanova (ritirata)
4. Lesley Kerkhove (qualificata)

1. Ankita Raina (qualificata)
2. Georgina García Pérez (primo turno)
3. Marina Mel'nikova (primo turno, Lucky loser)
4. Martina Di Giuseppe (primo turno, Lucky loser)

### Qualificate
1. Kateryna Kozlova
2. Eden Silva
3. Sarah Beth Grey
4. Lesley Kerkhove

1. Ankita Raina
2. Katie Volynets
3. Coco Vandeweghe
4. Tara Moore

## Tabellone

### Legenda
| - Q = Qualificato - WC = Wild card - LL = Lucky loser | - ALT = Alternate - SE = Special Exempt - PR = Protected Ranking | - w/o = Walkover - r = Ritirato - d = Squalificato |

### Sezione 1
|  | Primo turno |                  |   |   |   |  |
|  |             |                  |   |   |   |  |
|  | 1           | Kateryna Kozlova | 2 | 6 | 6 |  |
|  |             | Natalija Kostić  | 6 | 3 | 1 |  |

### Sezione 2
|  | Primo turno |                 |                 |    |   |  |
|  |             |                 |                 |    |   |  |
|  | Alt         | Eden Silva      | Eden Silva      | 7  | 6 |  |
|  |             | Samantha Murray | Samantha Murray | 64 | 2 |  |

### Sezione 3
|  | Primo turno |                    |   |   |   |  |
|  |             |                    |   |   |   |  |
|  | Alt         | Sarah Beth Grey    | 6 | 5 | 7 |  |
|  | WC          | Emily Webley-Smith | 3 | 7 | 5 |  |

### Sezione 4
|  | Primo turno |                 |                 |   |   |  |
|  |             |                 |                 |   |   |  |
|  | 4           | Lesley Kerkhove | Lesley Kerkhove | 6 | 6 |  |
|  |             | Naiktha Bains   | Naiktha Bains   | 2 | 4 |  |

### Sezione 5
|  | Primo turno |              |              |    |   |  |
|  |             |              |              |    |   |  |
|  | 5           | Ankita Raina | Ankita Raina | 7  | 6 |  |
|  |             | Ellen Perez  | Ellen Perez  | 65 | 4 |  |

### Sezione 6
|  | Primo turno |                       |                       |   |   |  |
|  |             |                       |                       |   |   |  |
|  | 6           | Georgina García Pérez | Georgina García Pérez | 4 | 3 |  |
|  |             | Katie Volynets        | Katie Volynets        | 6 | 6 |  |

### Sezione 7
|  | Primo turno |                   |   |   |   |  |
|  |             |                   |   |   |   |  |
|  | 7           | Marina Mel'nikova | 6 | 3 | 2 |  |
|  |             | Coco Vandeweghe   | 1 | 6 | 6 |  |

### Sezione 8
|  | Primo turno |                     |   |    |   |  |
|  |             |                     |   |    |   |  |
|  | 8           | Martina Di Giuseppe | 6 | 67 | 2 |  |
|  | WC          | Tara Moore          | 3 | 7  | 6 |  |